# Петренко Григорій Григорович
Григо́рій (Грицько́) Григо́рович Петре́нко (1890, село Хоружівка Роменського повіту Полтавської губернії, тепер Роменського району Сумської області — 1952, місто Чарджоу, тепер Туркменабат, Туркменістан) — український дипломат, перекладач. Жертва політичних репресій. 

## Біографія
Служив у російській армії, учасник Першої світової війни. До 1918 року перебував у полоні в Німеччині.
У 1918—1919 роках — завідувач інформаційно-статистичного відділу Військово-санітарної місії Української Народної Республіки (УНР) у справах полонених в Німеччині.
У 1919—1920 роках — завідувач консульського відділу посольства Української Народної Республіки (УНР) у Німеччині (за вільним наймом).
У 1922—1923 роках — співробітник повноважного представництва Української СРР в Німеччині.
У квітні 1924 — серпні 1927 року — завідувач пресового бюро і референтури в Управлінні уповноваженого Народного комісаріату закордонних справ СРСР при Раді народних комісарів Української СРР у місті Харкові. Одночасно був завідувачем Українського бюро з обслуговування іноземців.
Був цивільним чоловіком Надії Суровцової.
6 грудня 1927 року заарештований органами ДПУ. Репресований у т.зв. «справі Суровцової—Петренка», засуджений до 10 років виправно-трудових таборів. Відбував ув'язнення в Соловецькому таборі (1928 рік), Ярославському політичному ізоляторі (в 1928—1932 роках), Бутирському ізоляторі в Москві (1932 рік), Біломорсько-Балтійських таборах ГУЛАГУ (в 1932—1938 роках). 
З 1938 року проживав у Туркменській РСР, працював плановиком на заводі міста Чарджоу. Помер у 1952 році.